# ویکتور اوگارته
ویکتور اوگارته (انگلیسی: Víctor Ugarte; ۵ مهٔ ۱۹۲۶ – ۲۰ مارس ۱۹۹۵) بازیکن فوتبال اهل بولیوی بود.
از باشگاه‌هایی که در آن بازی کرده‌است می‌توان به باشگاه ورزشی سن لورنسو آلماگرو، باشگاه فوتبال اونس کالداس، و باشگاه فوتبال بولیوار اشاره کرد.
وی همچنین در تیم ملی فوتبال بولیوی بازی کرده‌است.